# Sidi M'Hamed Benaouda
Sidi M'Hamed Benaouda (în arabă سيدي بن عودة) este o comună din provincia Relizane, Algeria.
Populația comunei este de 6.500 locuitori (2008).